# Cleistanthus celebicus
Cleistanthus celebicus är en emblikaväxtart som beskrevs av Eugene Jablonszky. Cleistanthus celebicus ingår i släktet Cleistanthus och familjen emblikaväxter. Inga underarter finns listade i Catalogue of Life.